# 149-й истребительный авиационный полк
149-й истребительный авиационный Померанский Краснознамённый полк (149-й иап) — воинская часть Военно-воздушных сил (ВВС) Вооружённых Сил РККА, принимавшая участие в боевых действиях Советско-финляндской и Великой Отечественной войн.

## Наименования полка
За весь период своего существования полк несколько раз менял своё наименование:
- 149-й истребительный авиационный полк;
- 149-й истребительный авиационный Померанский полк;
- 149-й истребительный авиационный Померанский Краснознамённый полк;
- 871-й истребительный авиационный Померанский Краснознамённый полк (с 20.02.1949 г.);
- Полевая почта 49732;
- Полевая почта 35517 (с 20.02.1949 г.).

## Создание полка
149-й истребительный авиационный полк сформирован в январе 1940 года в Ленинградском военном округе на аэродроме г. Пушкин на основе летно-технического состава 25-го иап 59-й истребительной авиационной бригады ВВС 7-й армии Северо-Западного фронта (1-я эскадрилья на И-16) и трёх полков ВВС Забайкальского военного округа: 32-го иап (2-я аэ на И-153), 8-го иап (3-я аэ на И-153) и 51-го иап (4-я аэ на И-16).

## Переформирование и расформирование полка

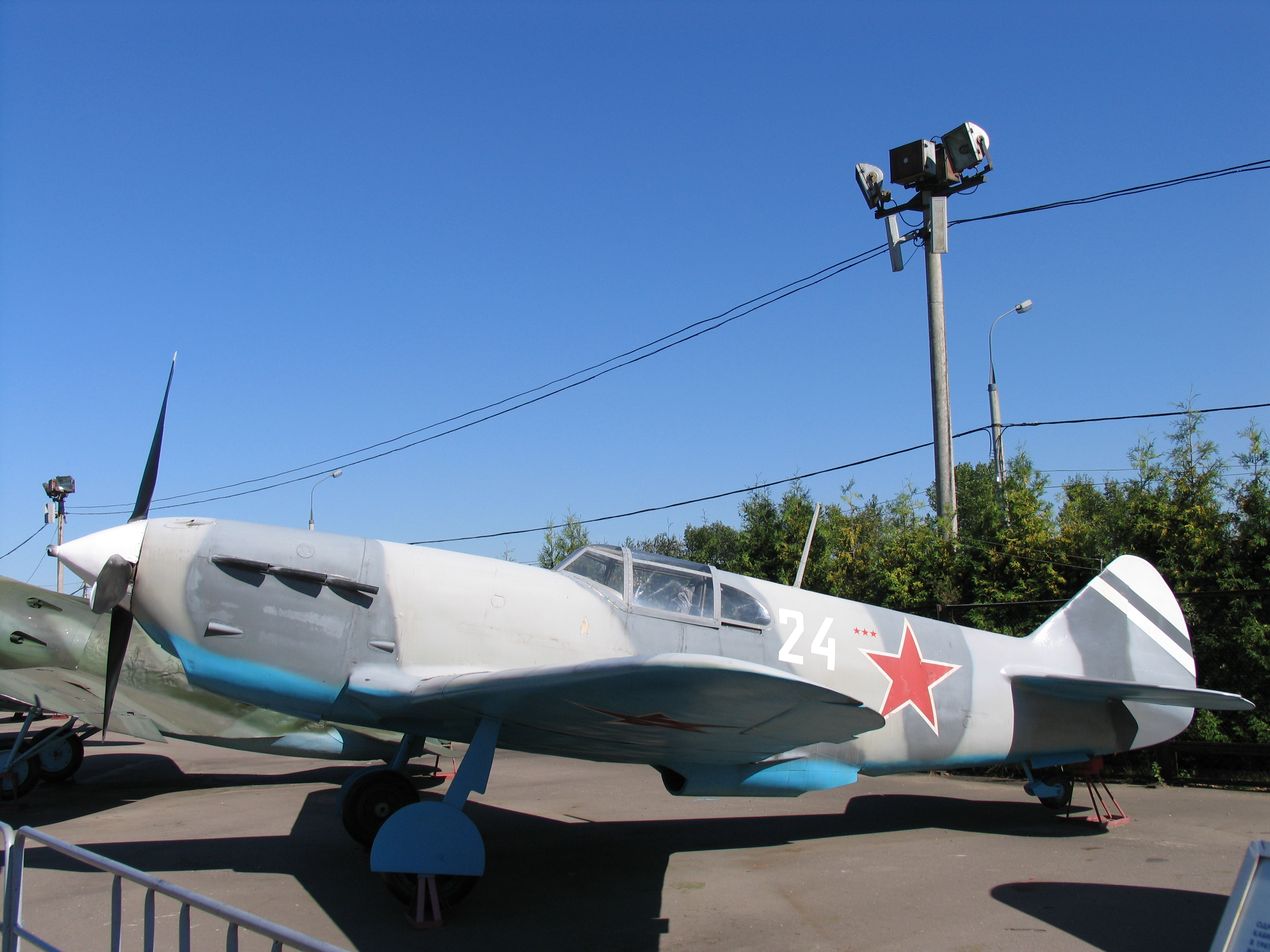
ЛаГГ-3

- 149-й истребительный авиационный Померанский Краснознамённый полк 20 февраля 1949 года переименован в 871-й истребительный авиационный Померанский Краснознамённый полк 239-й иад (бывшей 323-й иад) 37-й ВА Северной группы войск[1][2]
- 1 мая 1998 года полк в связи с проводимыми сокращениями ВВС был расформирован на аэродроме Смоленск. Регалии полка переданы в 47-й отдельный гвардейский разведывательный Борисовский Краснознамённый ордена Суворова авиационный полк[3].

## В действующей армии
В составе действующей армии:
- с 22 июня 1941 года по 15 августа 1942 года,
- с 7 июля 1943 года по 24 сентября 1943 года,
- с 21 июня 1944 года по 8 сентября 1944 года,
- с 12 ноября 1944 года по 9 мая 1945 года.

## Командиры полка
| Звание                             | Имя                          | Период                  | Примечание |
| ---------------------------------- | ---------------------------- | ----------------------- | ---------- |
| батальонный комиссар, подполковник | Волков Михаил Николаевич     | 19.02.1941 — 10.08.1942 |            |
| майор                              | Демидов Александр Степанович | 02.1943 — 30.08.1943    | погиб      |
| майор                              | Никитин Николай Трефильевич  | 10.1943 — 31.12.1945    | погиб      |

## В составе соединений и объединений
| Период        | Фронт (округ)                 | армия                            | корпус                                | дивизия                                             | примечание                                                                |
| ------------- | ----------------------------- | -------------------------------- | ------------------------------------- | --------------------------------------------------- | ------------------------------------------------------------------------- |
| 01.01.1940 г. | Ленинградский военный округ   | ВВС округа                       |                                       | 59-я истребительная авиационная бригада             | И-16, И-153                                                               |
| 01.01.1940 г. | Северо-Западный фронт         | 7-я армия                        |                                       | ВВС 7-й армии                                       | И-16, И-153                                                               |
| 01.02.1940 г. | Северо-Западный фронт         | ВВС фронта                       |                                       |                                                     | И-16, И-153                                                               |
| 13.03.1940 г. | Ленинградский военный округ   | ВВС округа                       |                                       | 59-я истребительная авиационная бригада             | И-16, И-153                                                               |
| 06.05.1940 г. | Киевский особый военный округ | ВВС округа                       |                                       | 36-я смешанная авиационная бригада                  | И-16, И-153                                                               |
| 01.09.1940 г. | Киевский особый военный округ | ВВС округа                       |                                       | 16-я смешанная авиационная дивизия                  | И-16, И-153                                                               |
| 01.03.1941 г. | Киевский особый военный округ | ВВС округа                       |                                       | 16-я смешанная авиационная дивизия                  | И-16, И-153, получил 3 МиГ-3                                              |
| 20.04.1941 г. | Киевский особый военный округ | ВВС округа                       |                                       | 16-я смешанная авиационная дивизия                  | И-16, И-153, получил 30 МиГ-3                                             |
| 19.05.1941 г. | Киевский особый военный округ | ВВС округа                       |                                       | 16-я смешанная авиационная дивизия                  | И-16, И-153, получил 25 МиГ-3                                             |
| 25.05.1941 г. | Киевский особый военный округ | ВВС округа                       |                                       | 16-я смешанная авиационная дивизия                  | передал И-16 и И-153 в 247-й иап                                          |
| 22.06.1941 г. | Юго-Западный фронт            | ВВС фронта                       |                                       | 64-я истребительная авиационная дивизия             | МиГ-3                                                                     |
| 30.07.1941 г. | Южный фронт                   | ВВС фронта                       |                                       | 64-я истребительная авиационная дивизия             | МиГ-3                                                                     |
| 09.08.1941 г. | Южный фронт                   | ВВС фронта                       |                                       | 64-я истребительная авиационная дивизия             | МиГ-3, перевооружён на ЛаГГ-3                                             |
| 14.08.1941 г. | Южный фронт                   | ВВС фронта                       |                                       | 64-я истребительная авиационная дивизия             | Получил 14 МиГ-3 от 146-го иап                                            |
| 01.10.1941 г. | Южный фронт                   | ВВС Южного фронта                |                                       | 45-я смешанная авиационная дивизия                  | МиГ-3, ЛаГГ-3                                                             |
| 07.10.1941 г. | Южный фронт                   | ВВС Южного фронта                |                                       | 21-я смешанная авиационная дивизия                  | МиГ-3, ЛаГГ-3                                                             |
| 05.03.1942 г. | Южный фронт                   | ВВС Южного фронта                |                                       | 20-я смешанная авиационная дивизия                  | МиГ-3, ЛаГГ-3                                                             |
| 10.04.1942 г. | Южный фронт                   | ВВС Южного фронта                | 18-я армия                            | ВВС 18-й армии                                      | МиГ-3, ЛаГГ-3                                                             |
| 24.05.1942 г. | Южный фронт                   | 4-я воздушная армия              |                                       | 216-я истребительная авиационная дивизия            | МиГ-3, ЛаГГ-3                                                             |
| 30.07.1942 г. | Северо-Кавказский фронт       | 4-я воздушная армия              |                                       | 6-й отдельный учебно-тренировочный авиационный полк | МиГ-3, ЛаГГ-3                                                             |
| 16.08.1942 г. | Закавказский фронт            | ВВС Закавказского фронта         |                                       | 26-й запасной истребительный авиационный полк       | г. Сандар Грузинской ССР, переформирован                                  |
| 20.12.1942 г. | Приволжский военный округ     | ВВС Приволжского военного округа |                                       | 8-й запасной истребительный авиационный полк        | пос. Багай-Барановка Саратовской области, Як-1                            |
| 15.06.1943 г. | Степной военный округ         | Резерв Ставки ВГК                | 8-й истребительный авиационный корпус | 323-я истребительная авиационная дивизия            | Як-1                                                                      |
| 18.06.1943 г. | Степной военный округ         | Резерв Ставки ВГК                | 8-й истребительный авиационный корпус | 323-я истребительная авиационная дивизия            | передал Як-1 в 27-й иап и 183-й иап, убыл в г. Химки за новыми самолётами |
| 04.07.1943 г. | Московский военный округ      | ВВС Московского военного округа  |                                       |                                                     | получил 29 Як-7б и 3 Як-9                                                 |
| 07.07.1943 г. | Западный фронт                | 1-я воздушная армия              | 8-й истребительный авиационный корпус | 323-я истребительная авиационная дивизия            | Як-7б, Як-9                                                               |
| 25.09.1943 г. | Харьковский военный округ     | Резерв Ставки ВГК                | 8-й истребительный авиационный корпус | 323-я истребительная авиационная дивизия            | перевооружён на Як-9Т и Як-9Д                                             |
| 21.06.1944 г. | 1-й Белорусский фронт         | 1-я воздушная армия              | 8-й истребительный авиационный корпус | 323-я истребительная авиационная дивизия            | Як-9Т, Як-9Д                                                              |
| 04.08.1944 г. | 2-й Белорусский фронт         | 4-я воздушная армия              | 8-й истребительный авиационный корпус | 323-я истребительная авиационная дивизия            | Як-9Т, Як-9Д                                                              |
| 09.09.1944 г. | Резерв Ставки ВГК             |                                  | 8-й истребительный авиационный корпус | 323-я истребительная авиационная дивизия            | передал 7 Як-9Т и 5 Як-9Д в 269-й иап и 14 Як-9Д и 2 Як-9Т в 484-й иап    |
| 12.10.1944 г. | Резерв Ставки ВГК             |                                  | 8-й истребительный авиационный корпус | 323-я истребительная авиационная дивизия            | получил 42 Як-9У                                                          |
| 12.11.1944 г. | 2-й Белорусский фронт         | 4-я воздушная армия              | 8-й истребительный авиационный корпус | 323-я истребительная авиационная дивизия            | Як-9У                                                                     |
| 21.04.1945 г. | 2-й Белорусский фронт         | 4-я воздушная армия              | 8-й истребительный авиационный корпус | 323-я истребительная авиационная дивизия            | получил 11 Як-9У из 42-го гв. иап                                         |
| 09.05.1945 г. | 2-й Белорусский фронт         | 4-я воздушная армия              | 8-й истребительный авиационный корпус | 323-я истребительная авиационная дивизия            | Як-9У                                                                     |
| 10.06.1945 г. | Северная группа войск         | 4-я воздушная армия              | 8-й истребительный авиационный корпус | 323-я истребительная авиационная дивизия            | Як-9У                                                                     |
| 01.01.1946 г. | Северная группа войск         | 4-я воздушная армия              |                                       | 323-я истребительная авиационная дивизия            | Як-9У                                                                     |
| 20.02.1949 г. | Северная группа войск         | 37-я воздушная армия             |                                       | 239-я истребительная авиационная дивизия            | переименован в 871-й иап                                                  |
| 14.04.1950 г. | Северная группа войск         | 37-я воздушная армия             |                                       | 239-я истребительная авиационная дивизия            | перевооружён с Як-9У на Як-9П                                             |
| 01.04.1952 г. | Северная группа войск         | 37-я воздушная армия             |                                       | 239-я истребительная авиационная дивизия            | МиГ-15бис                                                                 |
| 01.06.1957 г. | Северная группа войск         | 37-я воздушная армия             |                                       | 239-я истребительная авиационная дивизия            | МиГ-19                                                                    |
| 01.07.1964 г. | Северная группа войск         | ВВС Северной группы войск        |                                       | 239-я истребительная авиационная дивизия            | МиГ-19                                                                    |
| 01.08.1965 г. | Северная группа войск         | ВВС Северной группы войск        |                                       | 239-я истребительная авиационная дивизия            | МиГ-21 ПФМ                                                                |
| 01.04.1968 г. | Северная группа войск         | 4-я воздушная армия              |                                       | 239-я истребительная авиационная дивизия            | МиГ-21 ПФМ                                                                |
| 01.04.1973 г. | Северная группа войск         | 4-я воздушная армия              |                                       | 239-я истребительная авиационная дивизия            | МиГ-23                                                                    |
| 10.06.1991 г. | Московский военный округ      | ВВС Московского военного округа  |                                       | 9-я истребительная авиационная дивизия              | МиГ-23 МЛ, МЛА                                                            |
| 01.11.1993 г. | Московский военный округ      | 16-я воздушная армия             |                                       |                                                     | МиГ-23 МЛ, МЛА, МЛД                                                       |
| 01.05.1998 г. | Московский военный округ      | 16-я воздушная армия             |                                       |                                                     | расформирован                                                             |

## Первые известные воздушные победы полка
Первые известные воздушные победы полка в Великой Отечественной войне одержаны в воздушных боях в районе аэродрома Черновицы: лётчики полка 22 июня 1941 года сбили 4 самолёта противника.

## Участие в операциях и битвах
- Приграничные сражения — с 22 июня 1941 года по 29 июня 1941 года
- Киевская операция — с 7 июля 1941 года по 26 сентября 1941 года.
- Харьковская операция — с 24 мая 1942 года по 29 мая 1942 года.
- Воронежско-Ворошиловградская операция — с 28 июня 1942 года по 24 июля 1942 года.
- Донбасская операция — с 7 июля 1942 года по 24 июля 1942 года.
- Северо-Кавказская наступательная операция — с 25 июля 1942 года по 30 июля 1942 года.
- Смоленская стратегическая наступательная операция (Операция «Суворов»)[6] — с 7 августа 1943 года по 2 октября 1943 года
  - Спас-Деменская операция[6] — с 7 августа 1943 года по 20 августа 1943 года
  - Смоленско-Рославльская наступательная операция — с 15 сентября 1943 года по 2 октября 1943 года.
- Белорусская стратегическая наступательная операция (Операция «Багратион»)[6] — с 23 июня 1944 года по 29 августа 1944 года.
- Бобруйская операция — с 24 июня 1944 года по 29 июня 1944 года.
- Барановичская операция — с 5 июля 1944 года по 16 июля 1944 года.
- Восточно-Прусская операция — с 13 января 1945 года по 25 апреля 1945 года.
- Восточно-Померанская операция[6] — с 10 февраля 1945 года по 4 апреля 1945 года.
- Берлинская операция[6] — с 16 апреля 1945 года по 8 мая 1945 года

| Як-7УТ | МиГ-3 | Як-7 |

## Почётные наименования
149-му истребительному авиационному полку за отличие в боях за овладение городом Кезлин присвоено почётное наименование «Померанский»

## Награды
149-й истребительный авиационный полк за образцовое выполнение заданий командования в боях с немецкими захватчиками, за овладение городом Брест и проявленные при этом доблесть и мужество Указом Президиума Верховного Совета СССР от 10 августа 1944 года награждён орденом «Боевого Красного Знамени».
| МиГ-23 | МиГ-23 | МиГ-23МЛ |

## Отличившиеся воины полка
Морозов Арсений Иванович, старший лейтенант, заместитель командира эскадрильи 149-го истребительного авиационного полка 323-й истребительной авиационной дивизии 8-го истребительного авиационного корпуса 4-й воздушной армии 23 февраля 1945 года удостоен звания Герой Советского Союза. Посмертно

 Пересумкин Пётр Петрович, капитан, командир эскадрильи 149-го истребительного авиационного полка 323-й истребительной авиационной дивизии 8-го истребительного авиационного корпуса 4-й воздушной армии 18 августа 1945 года удостоен звания Герой Советского Союза. Золотая Звезда № 8777

 Маснев Алексей Никанорович, лётчик полка в 1939—1942 гг., капитан, удостоен звания Герой Советского Союза будучи командиром эскадрильи 13-го истребительного авиационного полка 201-й истребительной авиационной дивизии 2-го смешанного авиационного корпуса 4-й воздушной армии Указом Президиума Верховного Совета СССР от 24 августа 1943 года . Золотая Звезда № 3354

 Мишустин Василий Иванович, лётчик полка в 1941 г., майор, удостоен звания Герой Советского Союза будучи командиром эскадрильи 88-го гвардейского истребительного авиационного полка 8-й гвардейской истребительной авиационной дивизии 5-го истребительного авиационного корпуса 2-й воздушной армии Указом Верховного Совета СССР от 27 июня 1945 года. Золотая Звезда № 6580

 Пологов Павел Андреевич, лётчик полка в 1939—1942 гг., удостоен звания Герой Советского Союза будучи штурманом 737-го истребительного авиационного полка 207-й истребительной авиационной дивизии 3-го смешанного авиационного корпуса 17-й воздушной армии Указом Верховного Совета СССР от 2 сентября 1943 года. Золотая Звезда № 1724

 Тараненко Иван Андреевич, лётчик полка в 1939—1940 гг., удостоен звания Герой Советского Союза будучи командиром 298-го истребительного авиационного полка Указом Верховного Совета СССР 2 сентября 1943 года. Золотая звезда № 1096

 Турыгин, Валерьян Михайлович, лётчик полка в 1944 году, удостоен звания Герой Советского Союза будучи в отставке Указом Президента СССР от 20 марта 1991 года. Золотая Звезда № 11643

## Статистика боевых действий
За годы Советско-финской войны полком:
| Выполнено боевых вылетов | Проведено воздушных боев | Сбито самолётов противника |
| ------------------------ | ------------------------ | -------------------------- |
| 425                      | 11                       | 26                         |

Всего за годы Великой Отечественной войны полком:
| Выполнено боевых вылетов | Проведено воздушных боев | Сбито самолётов противника |
| ------------------------ | ------------------------ | -------------------------- |
| 8650                     | 623                      | 215                        |

Свои потери:
| Потеряно самолётов, всего | Погибло лётчиков всего |
| ------------------------- | ---------------------- |
| 125                       | 46                     |

## Самолёты на вооружении
| Период      | Самолёты   |
| ----------- | ---------- |
| 1940 — 1941 | И-16       |
| 1941 — 1942 | ЛаГГ-3     |
| 1941 — 1942 | МиГ-3      |
| 1943 — 1944 | Як-1       |
| 1944 — 1945 | Як-7       |
| 1944 — 1952 | Як-9       |
| 1952 — 1960 | МиГ-15     |
| 1956 — 1965 | МиГ-19СВ   |
| 1965 — 1973 | МиГ-21ПФМ  |
| 1973 — 1990 | МиГ-23 М   |
| 1974 — 1990 | МиГ-23 МЛА |
| 1990 — 1992 | МиГ-23 МЛД |

## Базирование
| Период                  | Самолёты                              |
| ----------------------- | ------------------------------------- |
| 05.1945 — 06.1945       | Варнемюнде, Германия                  |
| 07.1945 — 06.1964       | Ключево, Польша                       |
| 1964 — 01.09.1989       | Колобжег, Польша                      |
| 01.09.1989 — 10.06.1991 | Бжег, Польша                          |
| 10.06.1991 — 1992       | Смоленск-Северный, Смоленская область |

## Происшествия
- 4 июля 1989 года при взлёте с аэродрома Колобжег на самолёте МиГ-23М лётчик — начальник политотдела 239-й авиационной дивизии, полковник Скуридин Н. Е. в процессе набора высоты на 41-й секунде полёта услышал хлопок в воздухозаборнике с падением оборотов двигателя. Лётчик доложил об отказе РП и получив разрешение на катапультирование, покинул самолёт. Однако, через 6 секунд после покидания машины лётчиком, двигатель восстановил работоспособность. Самолёт, находясь в режиме стабилизации пространственного положения, постепенно набрал высоту практического потолка около 12000 метров и со скоростью около 740 км/час (крыло — в положении 16 градусов) проследовал в западном направлении, пересёк территорию Польши и ГДР. После входа самолёта в воздушное пространство ФРГ на перехват была поднята пара F-15. В сопровождении F-15 самолёт МиГ-23М пролетел над ФРГ, Нидерландами, Бельгией. После выработки топлива самолёт перешёл в планирование. Беспилотный самолёт пролетел в общей сложности 901 км и упал в районе франко-бельгийской границе на жилой дом в бельгийской деревне Беллегем. При падении самолёта погиб 19-летний бельгиец Вим Деларе. Причина сбоя в двигателе достоверно установлена не была. СССР выплатил Бельгии компенсацию за разрушения в размере 685 000 долларов.